# Electroblog
Electroblog era un festival internazionale di musica elettronica e arti digitali, che si svolgeva a Trieste. Era l'annuale evento di chiusura del circolo Etnoblog ed era organizzato dall'associazione culturale Etnoblog con il patrocinio e il contributo della Regione Autonoma Friuli Venezia Giulia - Assessorato alla cultura.
Nel 2015, a causa della chiusura del circolo Etnoblog, che gestiva l'evento, il festival è stato sospeso. 
In dieci anni il festival, anche attraverso l'organizzazione di eventi pomeridiani, è riuscito a portare la musica in spazi mai prima utilizzati a quel fine, come l’Hangar del Molo III in Porto Vecchio, i Giardini di S.Andrea e l’Androna degli Orti, inserendosi in un contesto cittadino, come nessun altro evento musicale precedentemente tenutosi nella città di Trieste.
Tra gli artisti e DJ che presero parte agli eventi vanno ricordati: 2 Many Djs, Jeff Mills, Orb, Dj Hell, Kevin Saunderson, Peter Kruder, Blawan, Len Faki e molti altri.